# Adrian, Oregon
Adrian, Oregon là một thành phố của Quận Malheur thuộc tiểu bang Oregon, Hoa Kỳ. Theo điều tra dân số năm 2000, thành phố này có tổng dân số là 147 người.

## Địa lý
Theo Cục điều tra dân số Hoa Kỳ, thành phố này có tổng diện tích là 0,2 dặm vuông Anh (0,6 km²). Đất chiếm 0,2 dặm vuông (0,6 km²) và nước chiếm 0 dặm vuông (0 km²) hay Lỗi biểu thức: Dấu phân cách “,” không rõ ràng%.

## Giáo dục
- Trường tiểu học và trung học cấp II Adrian
- Trường trung học Adrian

## Giao thông
Một số xa lộ bắt đầu, kết thúc hoặc đi qua Adrian:
- Xa lộ Idaho 18
- Xa lộ Oregon 201
- Xa lộ Oregon 452
- Xa lộ Oregon 453
- Xa lộ Oregon 454